# 関白
関白（かんぱく）は、前近代の日本の朝廷において、成人の天皇を補佐する官職。令外官であり、摂政とともに臣下が就きうる最高の職位であった。敬称は殿下。

## 概要
関白は太政官からの意見を天皇に奏上する権限を持った役職であり、平安時代の朝廷において藤原基経が天皇から執政に任命されたことを始まりとする。当初は臨時の職であったがやがて常置されるようになり、天皇の外戚となった藤原氏の一族が、天皇の幼少期には摂政、成長後には関白の地位について、朝廷の政治を支配した。この摂関が中心となった体制を摂関政治、その最盛期を摂関時代と呼ぶ。院政の開始以降、その権限は制限され、外戚がなることも稀となり、摂家と呼ばれる数家が交代で世襲していくようになった。武家政権の成立後は、影響力を低下させたとはいえ、朝廷の最高官としての権威と一定の政治力を保持していた。安土桃山時代には豊臣政権で藤原氏の養子となった豊臣秀吉らが関白職についたが、秀吉の没後にはふたたび摂家がつくようになった。江戸時代は江戸幕府の統制下に置かれつつも、朝廷政治の中枢としての役割を担った。

## 語源
関白の語は、中国前漢の宣帝が、上奏はすべて実力者霍光が「関（あずか）り白（もう）す」ようにした故事に由来する。これは、霍光の権勢を恐れた宣帝が、政務不行届を口実に霍光により廃位されることを避けるためであったと言われる（関白の別名の一つ「博陸」は、霍光が博陸侯であった事に由来している）。なお、関白職を子弟に譲った前関白は太閤と呼ばれ、太閤は出家すると禅閤と呼ばれる（禅定太閤の略）。後には勅許により太閤を号することも行われるようになった。

## 関白の権限
摂政との違いは、摂政は、天皇が幼少または病弱などのために大権を全面的に代行するのに対して、関白は、成人の天皇を補佐する立場であり、最終的な決裁者はあくまでも天皇である。従って、天皇と関白のどちらが主導権を取るとしても、天皇と関白が協議などを通じて合意を図りながら政務を進めることが基本となる。
このような地位に照らし、摂政関白は、天皇臨席などの例外を除いては、太政官の会議には参加しない（あるいは決定には参与しない）慣例が成立し、太政大臣・左大臣が摂政・関白を兼任している場合にはその次席の大臣が太政官の首席の大臣（一上）として政務を執った。江戸時代には、関白が会議を主宰するようになった。
関白は天皇と太政官の間の政治的なやりとりを行う際には事前にその内容を把握・関与することで国政に関する情報を常に把握し、天皇の勅命や勅答の権限を直接侵害することなく天皇・太政官双方を統制する権限を有した。この権限は「内覧」とも呼ばれ、摂関と分離することもあった。
幼少の天皇が元服して政務を執るようになり、摂政を務めていた人物が辞する、または関白に転任することを「復辟」という。この際に准摂政宣下を受け、摂政とほぼ変わらない権限を認められた関白も存在する。

## 歴史

### 関白の起源
関白職の初任者は藤原基経であるが、実際には、基経およびその養父である先代・藤原良房の二代の間で、「関白」の役割の先例が形作られていった。
まず、良房は、幼くして即位した清和天皇を太政大臣として支え、「政治の総攬者」としての役割を果たした。これは役割としては摂政にあたるが、正式に任命されたものではなかった。清和天皇は貞観6年（864年）に元服し、貞観8年（866年）の応天門の変で太政官が機能不全に陥った8月19日、良房は摂政に任命された。これは良房の時点では、成人後に関白となるという原則は成立していなかったことを示している。
次に基経は、陽成天皇が即位すると同時に摂政に任命された。基経が関白に就任した時期としては、複数の学説がある。
まず、『公卿補任』では、陽成天皇の元慶4年11月8日（880年12月13日）に摂政から転じて関白になったとする。『公卿補任』が公卿の経歴に関する基本資料であるためにこの記述をそのまま採用する書籍は多い。ただし、当時は国家による正史（『日本三代実録』）が編纂されていたにもかかわらず、当該期日に関白就任に関する記事が全く見られないのは不自然であること、この日に関白に転任する理由（天皇の成人等）がないことから、この日に関白に転任した可能性は低い。後に、藤原忠平が朱雀天皇の成人とともに摂政から関白に転じた（明確に転任した初例）日付が「天慶4年11月8日」（941年11月29日）であったことから、編纂時に日付の取り違えが起こったものと思われる。
ちなみに、陽成天皇が元服したのは元慶6年正月2日（882年1月24日）であるが、この直後に基経は摂政辞任を申し出るも、却下されている。後世では、天皇成人とともに摂政から関白に転任するところであるが、この時点ではそのような区別はなされておらず、成人後の天皇の補佐も引き続き「摂政」が行っていたことがわかる。上記の『公卿補任』の記載は、日付の取り違えに加えて、後世の人が当時の慣習を知らずに書き加えたもので、事実ではないとする説が有力である。
陽成退位後に55歳で即位した光孝天皇はに太政大臣の職務について検討させたが、文章博士菅原道真らは太政大臣には定まった職掌がないと回答した。これをうけて元慶8年6月5日（884年7月1日）、天皇は基経に対して国政に対する権限を与える詔が出された。この時の詔書は『日本三代実録』に記載されているが、『公卿補任』ではこの詔書については触れられていない。この詔には「関白」の語自体は用いられていないが、後の関白の職掌である天皇に太政官の決定を奏上することが書かれている。これが後の関白任命の際の詔書の原点になっており、竹内理三以来平安時代史の研究家の間では、実質的な関白の始まりとして支持が多い説である。一方で、任摂政の詔とは異なり、天皇を摂行するという語句はなく、光孝は基経の権限は摂政とは異なると認識していたものと見られる。
宇多天皇の即位後の仁和3年11月21日（887年12月9日）、天皇から改めて出された国政委任の詔書は、「関白」の語源である「関り白す」の言が入った初例である。ただし、この詔書の表題は「賜摂政太政大臣関白機万機詔」であり、文中でも清和・陽成・光孝の三代に渡って「摂政」であったとしている。また基経が辞退した後に出された詔書でも「辞摂政」「辞関白」の混用が見られる。瀧浪貞子は宇多および詔書の起草者である橘広相が、摂政と成人天皇の補佐を行う関白の違いを認識しておらず、これが阿衡事件に繋がったとしている。
基経の没後、宇多天皇は関白を置かなかった。しかし寛平8年（897年）、宇多は子の醍醐天皇に譲位するととともに、基経の子藤原時平と菅原道真に対し、奏上する政務事項を先に閲覧する内覧の宣旨を下した。醍醐天皇の治世には関白は置かれなったが、時平の弟藤原忠平は朱雀天皇の即位にともない摂政に任じられ、承平7年（937年）に天皇が元服したのを機に辞表を提出した。だが、折りしも承平天慶の乱が発生したために天皇はこれを慰留して乱の鎮圧に努めさせ、乱が鎮圧した天慶4年（941年）になって漸く忠平の摂政辞表は受理されたものの、直ちに基経の先例に従って関白に任じられた。天皇の成人を機に摂政が関白に転じた確実な事例はこれが最初である。
竹内理三や橋本義彦は関白の任務がはっきりと別れたのは忠平の時代としているが、坂上康俊は宇多天皇の時代としており、瀧浪貞子は忠平が関白に就任する際、『日本紀略』では「仁和の故事」にならったとしていることから、光孝天皇の時代には成人天皇を補佐する関白と摂政の役割は区別されていたとしている。また、佐々木宗雄は太政大臣（元慶4年任命）基経に対して国政委任の職掌を与えた詔であったとし、河内祥輔は摂政任命の詔であるが基経より年長であったために文体を変えたもので、宇多天皇が阿衡の文面を撤回した仁和4年6月2日の詔も実質は摂政任命の詔（関白は摂政の兼職となる）であり、関白と摂政が別の職として分離するのは藤原忠平以後であるとしている。また河内は「関白」という言葉が存在しない時期にまで初例を遡って求める態度を問題視している。“最初の関白任命そのものは「関白」という職名が成立したときである”という考え方については支持する研究者もいる。

### 摂関政治の隆盛
朱雀天皇の次の村上天皇期には関白が設置されなかったものの、冷泉天皇が即位するにあたって、太政大臣実頼が関白となった。摂政を経ずに関白となったのは実頼が最初である。冷泉天皇は病気が重く、実頼は准摂政宣下を受け、関白でありながら摂政に準ずる形で政務をとった。しかし実頼は外戚でなかったため実権は乏しく、「揚名（名ばかり）の関白」と嘆くほどであった。
実頼以降は筆頭大臣が摂関となることが続いたが、986年（寛和2年）に右大臣藤原兼家が外孫一条天皇の摂政に任じられた。この時兼家の上座には太政大臣と左大臣の二人がおり、摂政の位置づけが不明確になった。一ヶ月後に兼家は右大臣を辞職し、摂政が三公（太政大臣、左大臣、右大臣）より上席を占めるという一座宣旨を受けた。この「寛和の例」以降、摂関と大臣は分離され、藤原氏の氏長者の地位と一体化していった。しかしこれ以降摂関と太政大臣が陣定の指導を行う一上とならない慣例が生まれ、摂関が太政官を直接指導することは出来なくなった。関白の主要な職務は太政官から上奏される文書を天皇に先んじて閲覧する内覧の権限と、それに対する拒否権を持つことであった。しかしこの対象は太政官に限られ、蔵人からの上奏は対象とならなかった。
兼家の死後は権力争いに勝利した道長が朝廷の主導権を握った。道長自身は関白に就くことなく、内覧および一上として政務を主導したが、事実上の関白として「御堂関白」とも呼ばれた。道長の嫡流を御堂流というのはこれに由来する。1016年（長和5年）に後一条天皇が即位すると道長は摂政となったが、間もなくその子の頼通にその座を譲った。その後も道長の外孫が天皇となることが続き、頼通は50年以上にわたって関白の座を占め続け、摂関政治の最盛期を築いた。しかし頼通は子宝に恵まれず、入内した子女も皇子を産むことはなかった。また頼通も優柔不断な性格で決断を嫌ったこともあり、責任を押しつけ合う頼通と天皇との間で政務は停滞した。こうした状況を藤原資房は、天下の災いは関白が無責任であることが原因であると記している。
頼通と外戚関係にない後三条天皇が即位すると、後三条の主導による政治改革が始まったことで関白の存在感は減少していった。その子の白河天皇が堀河天皇に譲位して院政を開始したことや、師実・師通の父子が相次いで死去し御堂流が主導権を握れなかったこともあり、摂関政治の時代は終焉を迎えた。堀河の没後に白河が鳥羽天皇を擁立すると、鳥羽の外舅にあたる藤原公実が摂政の地位を望んだ。しかし白河は御堂流直系の忠実を摂政に任じた。これ以降、外戚の有無に拘わらず、御堂流の嫡流「摂家」が摂関となる慣例が成立した。

### 摂関家の分裂
1121年（保安2年）に関白藤原忠実は白河法皇の勘気を被り、10年にわたる謹慎生活を強いられることとなった。関白は息子の忠通が継ぎ、院御所議定に加わることもあるなど、一定の影響力と権威を持った。しかし1132年（天承2年）に忠実が内覧に任じられて政界復帰を果たすと、関白忠通と内覧忠実が並立する異常事態となった。忠実は忠通の弟頼長を寵愛し、近衛天皇の元服が行われた1150年（久安5年）、忠通に対して摂政の地位を譲るよう要求した。しかし忠通は拒否し、激怒した忠実は藤原氏長者の証である朱器台盤などの宝器を忠通邸から強奪して頼長を氏長者とした。しかし鳥羽法皇は忠通を関白、頼長を内覧とし、氏長者と関白が分離する事態が発生した。忠通と忠実・頼長の対立は保元の乱の一因ともなり、頼長はこの乱で敗死した。乱後には信西の主導によって忠通に氏長者補任の宣旨が下り、藤原家内の身分であった氏長者が朝廷に握られることとなった。その後の後白河院政と平氏政権で摂関家は主体性を発揮することが出来ず、さらに忠通の子の代から近衛家・松殿家・九条家の三系統に分裂することとなった。

### 中世の関白
鎌倉時代以降は政治の実権が朝廷から武家に移り、朝廷内での権力も治天の君が中心となる体制が築かれたため、関白職の政治への影響力はますます薄れていった。承久の乱後には関白九条道家が権勢を振るったが、関白の地位を息子達に譲って後も勢力を保つなど、関白の地位と権勢の分離が明らかとなった。その後九条家から二条家と一条家が、近衛家から鷹司家が分立して五摂家による摂関職の継承体制が固まった。摂家は他の堂上家を家礼として擬似的な主君となり、朝廷内で隔絶した地位を持つに至った。このため摂家では他の堂上家を「凡下（一般庶民の称）」と呼んでいたという。
建武の新政においては関白鷹司冬教が罷免され、以降関白は設置されなかったが、1334年（元弘4年、建武元年）からは関白経験者の二条道平と近衛経忠が内覧及び左右大臣に任じられている。しかし公家社会では関白の存在が自明のものであると考えられており、後醍醐天皇が著した『建武年中行事』でも関白の存在を前提とした記述が行われている。建武政権における関白不設置はかえってその必要性を強く認識させることとなった。建武3年（1337年）には足利尊氏が光明天皇を擁立し、北朝において近衛経忠が関白に任じられ、4年ぶりに関白が復活した。南朝においては正平一統にあたって初めて関白が任じられ、以降は常置となった。
戦国時代になると、摂関家は朝廷儀式に関わることがほとんど無くなり、女房など女官を出すことも無くなった。このため室町・戦国期を通じて摂関家が外戚となった例は一例も無い。摂関家が比較的経済状態がよかったことや、皇室や廷臣と所領や権利をめぐる競合関係があったことが理由ではないかと考えられている。

### 近世の関白
安土桃山時代に羽柴秀吉が「関白相論」問題を機に近衛前久の猶子となって関白に就任し、日本で初の武家関白となる。さらに秀吉が豊臣姓を賜ったことで、藤原氏でも五摂家でもない関白職が誕生することとなった。その後、秀吉は羽柴家世襲の武家関白による政権（武家関白制）の実現のために、甥にして養子であった秀次が関白職及び家督を継承した。しかし、秀次は関白職にありながら、実権は太閤たる秀吉の掌中にあり、後に秀吉と対立して失脚することとなった。その後も豊臣政権は続いたが、秀吉は幼い息子秀頼の成人まで関白を置かない方針であった。だが、秀吉の死後関ヶ原の戦い以降は次第に天下の実権は徳川家に移り、関白職は再び五摂家の任ぜられる職となった。その後豊臣家は大坂の陣で滅亡したため、関白職に復帰することはなかった。
江戸時代の摂政・関白は豊臣家滅亡後に制定された禁中並公家諸法度第三条は摂関および三公には、政務に通じている必要があると規定され、関白の進退はすべて幕府との協議と承認を必要とするようになった。関白には幕府から役料として500石、さらに藤氏長者の役料500石が支給された。
江戸期では天皇の政務を補佐し、決定を執行する職制が構成され、この執行部によって朝廷の運営が行われていくこととなる。執行部の構成は関白と武家伝奏、そして貞享3年（1668年）に設置された議奏であった。中でも関白は職制における地位と、伝統的な家格、そして幕府の後ろ盾により飛び抜けた権威と権力を持つようになった。会議は関白の主宰で行われるようになり、改元や任官などの重要事項も関白が自己が主宰した会議の決定を武家伝奏などを通じて幕府に諮るという手続が確立されたために、朝廷内において大きな権力を有するようになった。また、公家の中で関白にのみ御所への日参が義務付けられ、天皇の側近くで影響力を保つこととなった。
寛永14年12月（1638年1月）、後水尾上皇は、娘の明正天皇が成人するにあたって、摂政二条康道を関白にし、明正天皇に神事や節会を行わせようとした。ところが京都所司代板倉重宗は事前に相談がなかったと激怒し、将軍徳川家光の体調不良を理由にこれを門前払いした。この反応に後水尾上皇は「復辟」の計画を断念し、明正天皇は政務や神事に携わることなく、関白が置かれることもなかった。
家光以降、江戸幕府将軍の正室（御台所）と御三家等の正室は、皇族および摂家から嫁ぐ慣例となっていた。近衛基煕の娘近衛熙子は徳川家宣の正室となり、徳川家継・徳川吉宗時代にも強い影響を及ぼした。基煕は霊元上皇との関係が悪く、東山天皇期になってようやく関白となったが、以降は公家における江戸期初の太政大臣に任官した。これ以降の太政大臣は、原則として天皇および儲君（天皇の後継者候補）の元服の際に任官されることが通例となったが、すべて現職の関白および関白経験者が任官している。
基本的に摂家および関白は幕府のもとで摂家が主導する朝廷秩序の維持を目的としており、その秩序を乱す動きを警戒していた。霊元上皇は朝儀の再興を図ることに熱心であったが、幕府の十分な協力を得られない状態で大嘗会の再興を行ったため、資金不足で儀式は簡略され地下官人にも手当が行き渡らず極めて不評であった。東山天皇と関白近衛基熙は霊元の影響力排除に動き、幕府の協力を得て霊元上皇派の人物を要職から追放した。桃園天皇の時代に竹内式部（竹内敬持）が天皇および近習公家に垂加神道をもととした名分論的思想を広め、近習公家の間で武術の練習が流行するとこれを禁止した。さらに竹内式部が天皇に進講を行うことの禁止や、近習の罷免を行った。天皇は猛抗議し、関白一条忠香の参内を停止した。しかし忠香は強引に参内し、天皇を屈服させて処分案を貫徹させた。これは幕府が感知していない出来事であり、京都所司代は事前に相談がなかったことに抗議している（宝暦事件）。また宝暦12年（1762年）の桃園天皇の崩御の際は、儲君として英仁親王（後の後桃園天皇）が定まっていたのにもかかわらず、関白近衛内前らは幕府と相談して桃園天皇の姉智子内親王を践祚させ（後桜町天皇）、英仁親王即位までの中継ぎとして擁立した。これは一般の公家にも先例を無視した暴挙であると反発を受けた。後桜町天皇は成人で即位したものの、関白ではなく摂政が置かれた。これは明正天皇の事例が先例となったものと見られる。関白が制度化して以降の女性天皇は明正天皇と後桜町天皇の2例のみであり、女性天皇の時代に関白が設置されることはなかった。
桜町天皇以降は摂政が置かれる時期がほとんどであり、関白が置かれた時期でも天皇が病弱であったため、この時期の関白はほとんど摂政と変わらない有様であった。安永8年（1779年）に後桃園天皇が子を儲けず没したため、閑院宮から光格天皇が跡を継いだ。光格天皇は元服後に摂政から関白に転任した九条尚実が病気となったため、政務を執ることに慣れていた。九条尚実の次の関白である鷹司輔平は「近代これ無き恐悦の折りがら」と喜びを示している。光格天皇は寛政12年（1800年）に「執柄（関白）・幕府の文武両道の補佐」を得ていると述べており、関白と幕府によって天皇が支えられる姿が理想であると示している。しかし光格天皇が実父閑院宮典仁親王に太上天皇の尊号を贈ろうとした尊号一件では、関白鷹司輔平と幕府はともに反対に回っている。天皇は鷹司輔平を事実上更迭し、幕府に批判的な一条輝良をこれに代えた。しかし幕府はあくまで尊号宣下に反対したため、天皇もついに断念した。しかし徳川家斉は実父徳川治済と自らの官位上昇を求め、朝廷に対して融和的となった。

### 幕末の関白
仁孝天皇期から孝明天皇期まで32年間関白を務めた鷹司政通は「気魄雄渾、容貌魁偉」と評される豪胆さを持った政治家であり、特に大きな権勢を誇った。安政3年（1856年）に鷹司政通は関白を退き、後任には九条尚忠が就いたものの、内覧を引き続き務め、また子が関白になっていないにもかかわらず太閤の称号を勅許された。しかし日米修好通商条約の締結が問題になると、攘夷を望む孝明天皇は、親幕府派である九条尚忠の罷免を考えるようになった。孝明天皇は関白を通さない戊午の密勅により水戸藩や諸大名の協力を求める動きに出たが、幕府によって九条尚忠の留任が決定された。九条尚忠は攘夷は公家の活発な活動は幕府の力がなければ押さえきれないと判断し、大老井伊直弼に対して厳しい処分を行うよう求めている。安政の大獄により鷹司政通や近衛忠煕らが処分され、九条尚忠は幕府と朝廷の間に立って和宮親子内親王の将軍徳川家茂への降嫁を実現させるなど公武の融和に務めた。しかし孝明天皇の信任を失い、廷臣八十八卿列参事件に代表される非摂家公家の活発な活動によって朝廷内における幕府と関白の影響力は低下していった。文久元年（1861年）4月、九条尚忠は薩摩藩島津久光の上洛により辞職に追い込まれ、関白の任免権は再び朝廷に取り戻された。しかしその後関白となった近衛忠煕は政治的意欲に欠けた上に、台頭する攘夷過激派の公家を押さえきれずに辞職し、その後任でかつては攘夷派の支持を受けていた鷹司輔煕も辞意を伝えるようになっていた。文久3年（1863年）、八月十八日の政変で朝廷内の攘夷過激派は追放された。孝明天皇と薩摩藩の主導で行われたこの政変では攘夷派に近いとされていた関白鷹司輔煕は全く関与できず、辞職に追い込まれた。元治元年（1864年）7月の禁門の変後には天皇に反対するものや長州藩寄りとされた公家に対して更に処罰が行われた。こうして朝廷においては孝明天皇・関白二条斉敬・中川宮による寡頭支配体制が成立したが、攘夷派を追放したことで朝廷はかえって求心力を失い、幕府側の一会桑政権（徳川慶喜・会津藩主松平容保・桑名藩松平定敬）に依存するようになっていた。
慶応3年（1867年）の大政奉還後の10月、三条実美の家臣であった尾崎三良（戸田雅楽）は「職制案（新官制擬定書）」という新政府人事を構想したとしている。これは原典の存在が不明であるものの、政府のトップとして関白を据え、その補佐役（副弐）として内大臣、その下に複数人の議奏と参議を設置したものである。尾崎は回想で関白に三条、内大臣に徳川慶喜を据える計画であったとしている。尾崎はこれを坂本龍馬に見せ、賛同を得た。坂本はこれを後藤象二郎を介して岩倉具視に渡した。岩倉はこの案を認めたものの、名称を「総裁、副総裁、議定、参与」と改めたという。一方で坂本はこの後の11月に慶喜を関白とする案を松平春嶽に伝えている。
慶応3年12月9日（1868年1月3日）の王政復古の大号令で、摂政、関白、征夷大将軍の職が廃止され、関白の歴史も終焉を迎える。最後の関白だった二条斉敬は孝明天皇の崩御に伴い摂政に転任していたが、参朝を停止させられるなど、新政府において重要な役割を果たすことはなかった。
その後、摂政は天皇の公務を代行する役目として皇族のみが任ぜられる職として皇室典範に定められ、今日も存続している。

## 関白の辞令
関白の辞令は、詔書と勅書によって発行されるが、さらに、宣旨で発行される場合もある。
豊臣秀吉（藤原秀吉）の関白宣旨（奉者：大外記）※「足守木下家文書」所載
權大納言藤原朝臣淳光宣、奉　勅、萬機巨細、宜令内大臣關白者、
天正十三年七月十一日　掃部頭兼大外記造酒正助教中原朝臣師廉　奉
（訓読文）　権大納言（柳原）藤原朝臣淳光宣（の）る。勅（みことのり）を奉（うけたまは）るに、萬機（ばんき）巨細（こさい）、宜しく内大臣（藤原秀吉）をして関白にせしむべし者（てへり）。天正十三年七月十一日　掃部頭兼大外記造酒正助教中原朝臣師廉　奉（うけたまは）る。
※天正十三年七月十一日段階では、未だ豊臣の氏は賜わっておらず、近衛家に猶子となったため、氏は藤原となる。